# Wanda Sikora
Wanda Sikora (ur. 16 stycznia 1938 w miejscowości Zaburze) – polska rolnik i polityk, posłanka na Sejm RP I kadencji.

## Życiorys
Ukończyła w 1953 profil ogólny rolniczy Technikum Rolniczego w Janowicach. Zajmowała się działalnością rolniczą. Od początku lat 80. związana z „Solidarnością” Rolników Indywidualnych.
W 1991 uzyskała mandat posłanki na Sejm I kadencji. Została wybrana z ogólnopolskiej listy kandydatów PSL – Porozumienia Ludowego, kandydując w okręgu toruńskim. Zasiadała w Komisji Polityki Społecznej, Komisji Zdrowia oraz Komisji nadzwyczajnej do rozpatrzenia projektu ustawy o ochronie prawnej dziecka poczętego. W 1993 bez powodzenia ubiegała się o reelekcję. W 2001 również bezskutecznie kandydowała do Sejmu z listy Ligi Polskich Rodzin.
Odznaczona Krzyżem Oficerskim Orderu Odrodzenia Polski (2021).